# Общественный транспорт Белгорода
Общественный транспорт Белгорода — городской и пригородный общественный транспорт Белгорода, имеющий постоянные маршруты автобусных и троллейбусных систем города, а также включающий в себя маршрутные такси. Обслуживает Белгородскую агломерацию.

## Городской и пригородный общественный транспорт

### Белгородский автобус

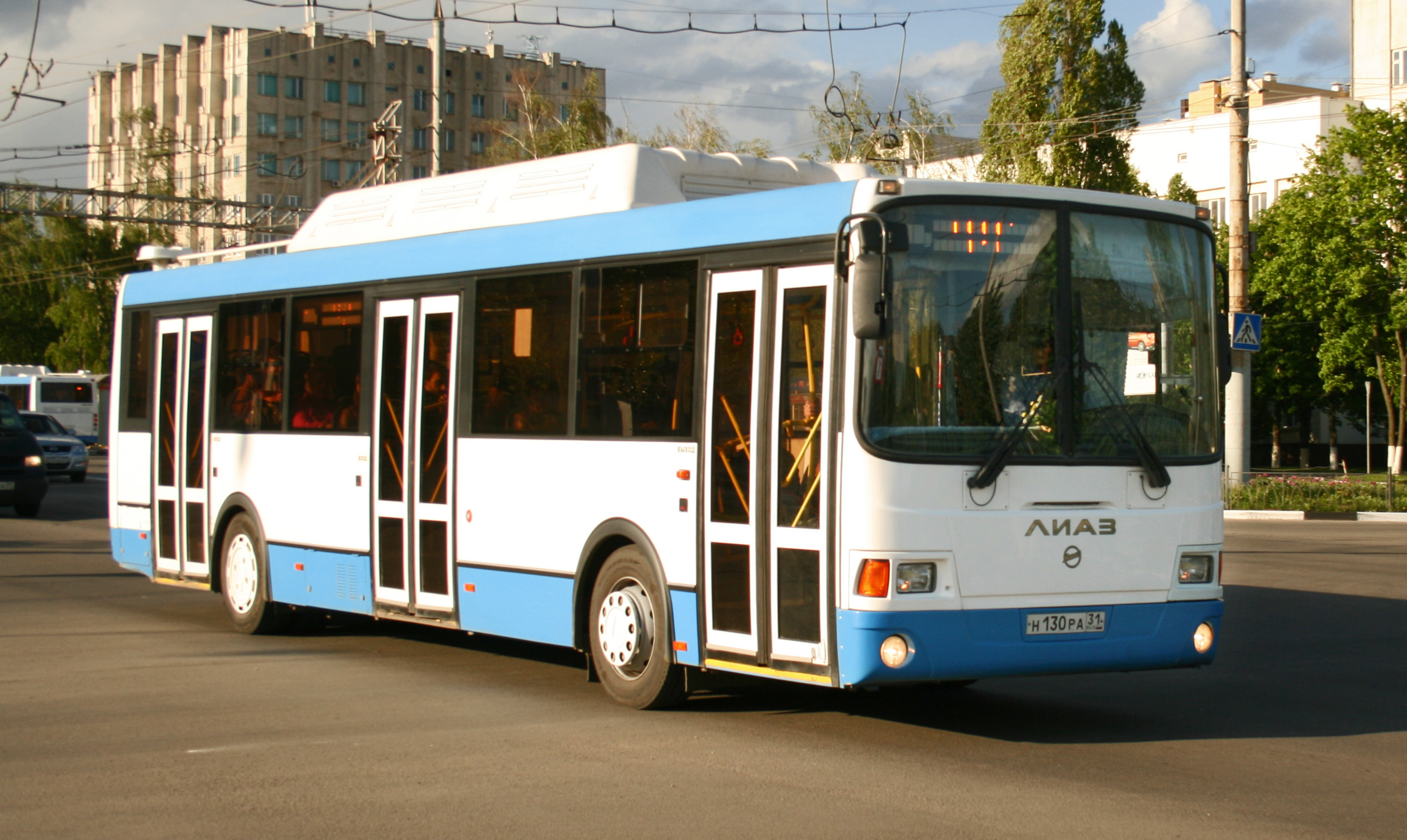
Белгородский автобус на проспекте Богдана Хмельницкого

Автобус появился в Белгороде в 1962 году. Тогда было пущено всего лишь 11 автобусов, но система получила быстрое развитие в связи с увеличением числа жителей города. Сегодня насчитывается около 115 маршрутов, на которых задействовано 643 единицы транспортных средств. Основу подвижного состава составляют автобусы ПАЗ-3205, ЛиАЗ-5293 (с газовым двигателем), НефАЗ-5299 (с газовым двигателем), Marcopolo Bravis, МАЗ-103, МАЗ-206, Тула-2221, ПАЗ-3204 «Вектор».
```
Планы по транспортной реформе
```

С 1 ноября 2020 года в результате транспортной реформы старая маршрутная сеть белгородского общественного транспорта прекратит своё существование. На смену ей придёт новая схема проезда общественного транспорта. Все маршруты новой сети разделят на три группы.
В первую будут входить городские маршруты, которые пройдут по улицам и микрорайонам областного центра. Всего предусмотрено 18 городских маршрутов, они должны полностью закрыть спальные микрорайоны и обеспечить подвоз пассажиров максимально близко к дому. Вторая группа — магистральные маршруты. Они будут проходить через весь город по основным улицам. Магистральные автобусы свяжут противолежащие части города в разных направлениях. От остановочных комплексов на них можно будет уехать на нужную улицу городской категории. Чтобы было проще распознать магистральные маршруты, в названии перед цифрой будет стоять буква «м». В третью группу отнесли подвозящие автобусы, которые будут ходить в пригородной зоне и подвозить пассажиров к веткам магистрального транспорта. Понять, в каком районе курсирует тот или иной автобус, можно будет по второй цифре в его номере.. В пригородной зоне начнут курсировать автобусы подвозящей группы. В ней будет 70 маршрутов, которые совершат 5-7 рейсов в день. На маршруты выйдут автобусы среднего размера. Каждый автобус будет курсировать на небольшом участке, охватывая одну или несколько улиц. Основное их назначение — подвоз пассажиров к остановкам магистральных маршрутов. Пассажиры могут совершить неограниченное количество пересадок: в течение 45 минут с момента первого контакта карты с валидатором повторная плата за проезд взиматься не будет.
На конец 2022 года транспортная реформа поставлена на паузу - новая маршрутная сеть, на 80% повторяющая старую, будет введена в начале 2023 года.

### Белгородский троллейбус

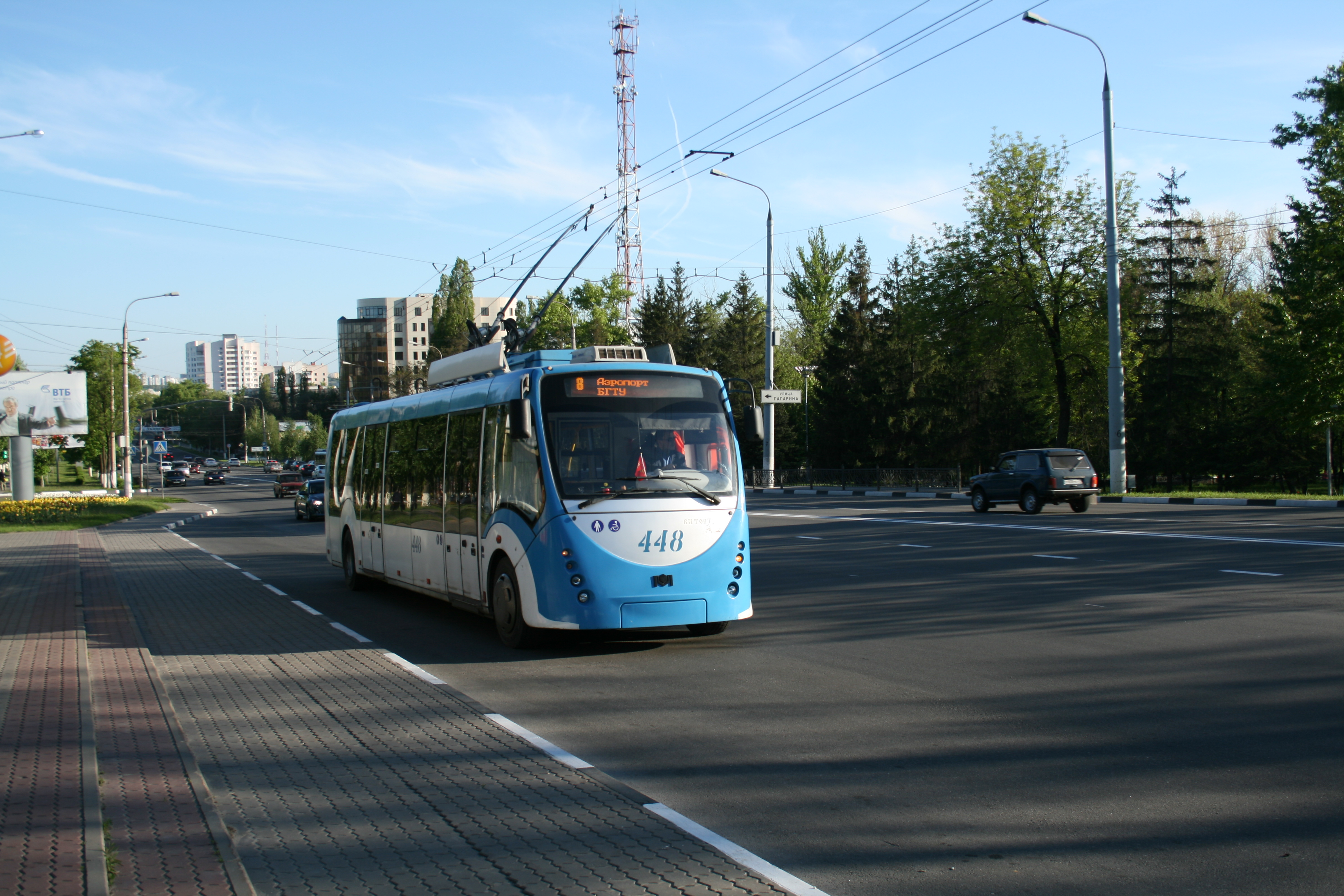
Белгородский троллейбус на проспекте Богдана Хмельницкого

Троллейбусная система города Белгород была принята в эксплуатацию 3 декабря 1967 года. Фактически насчитывает не более 5 стабильно работающих маршрутов из ранее имевшихся 21. Ежедневный объём перевозки пассажиров — около 70 тысячи человек. Обслуживается троллейбусным депо МУП «Городской Пассажирский Транспорт». До 2018 года троллейбусная система охватывала не только Белгород — областной центр, но и посёлок Майский в Белгородском районе Белгородской области.
Троллейбусный транспорт ликвидирован в Белгороде летом 2022 года , .

### Белгородский рельсовый автобус
23 ноября 2018 года был запущен рельсовый автобус, обслуживающий Белгородскую агломерацию. В селе Стрелецком поезд останавливается на платформе Заречка, в Пушкарном — 136-й км. Остановка в Новой Жизни — 143-й км. Используется рельсовый автобус серии РА-2, предназначенный для эксплуатации на неэлектрифицированных ж/д линиях. В рельсовом автобусе два вагона по 156 посадочных мест, в салоне есть вентиляция, отопление, кондиционер и электронные табло.

## Междугородный и международный транспорт

### Автобусный

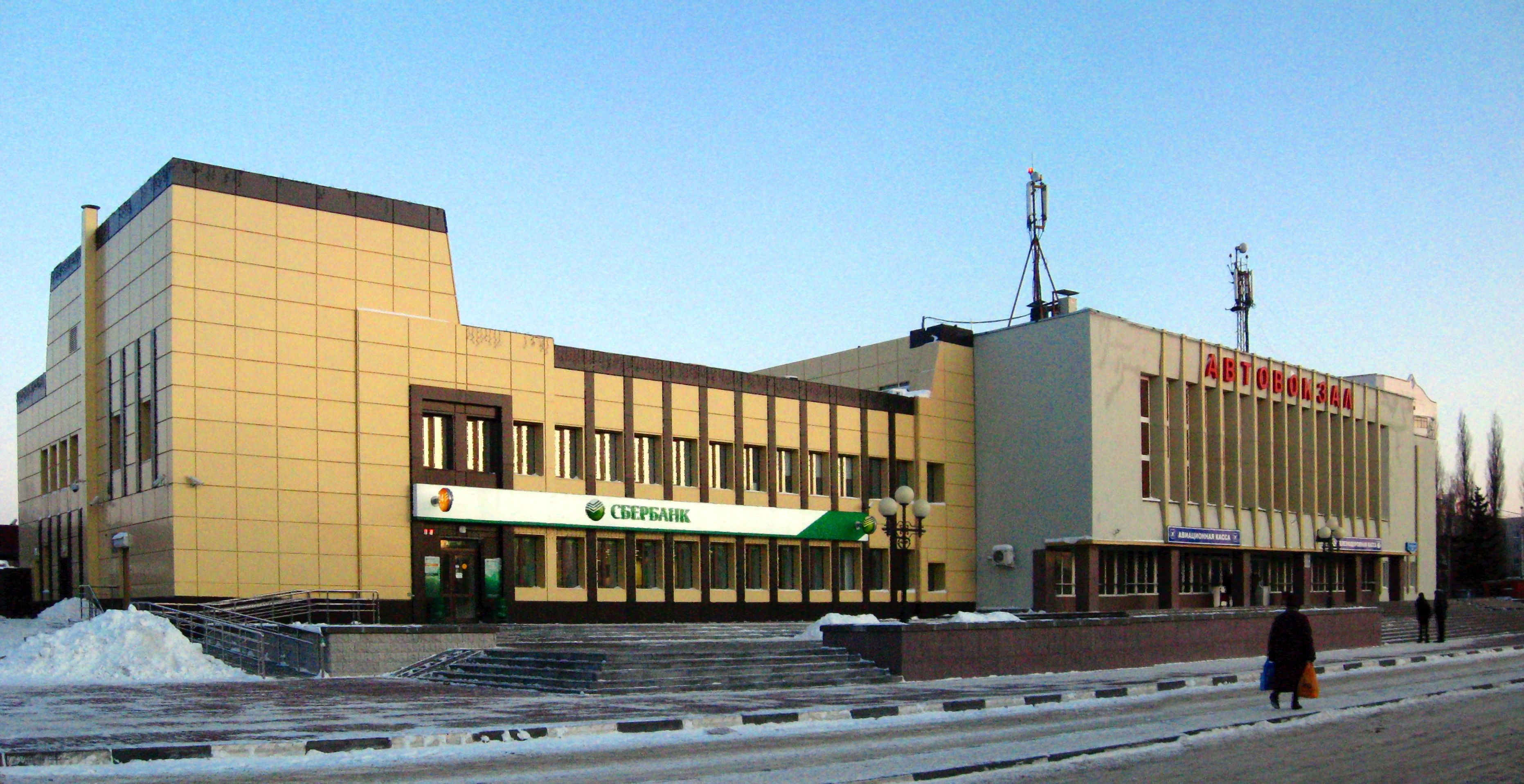
Автовокзал Белгорода

Автовокзал Белгорода расположен в северной части города, недалеко от международного аэропорта Белгород, по адресу: проспект Богдана Хмельницкого, 160. Автовокзал имеет 15 посадочных платформ и осуществляет маршруты регионального, российского и международного значения. В среднем за сутки белгородский автовокзал выпускает от 150 до 200 рейсов.

### Железнодорожный

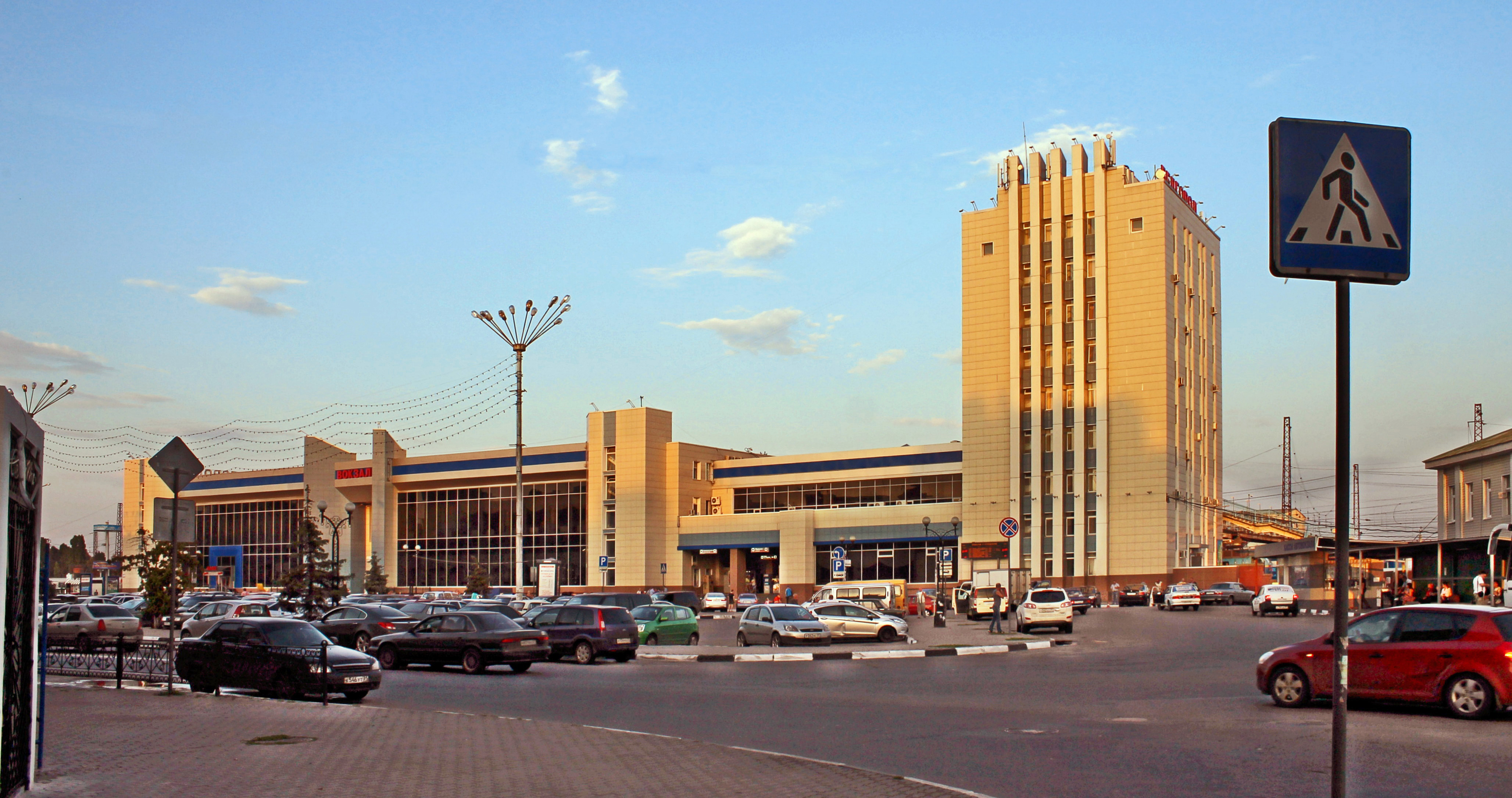
Железнодорожный вокзал города Белгорода

Железнодорожная станция «Белгород-Пассажирский» является узловой и относится к Белгородскому региону Юго-Восточной железной дороги РЖД. Основная пассажирская железнодорожная станция города Белгорода.

### Авиационный

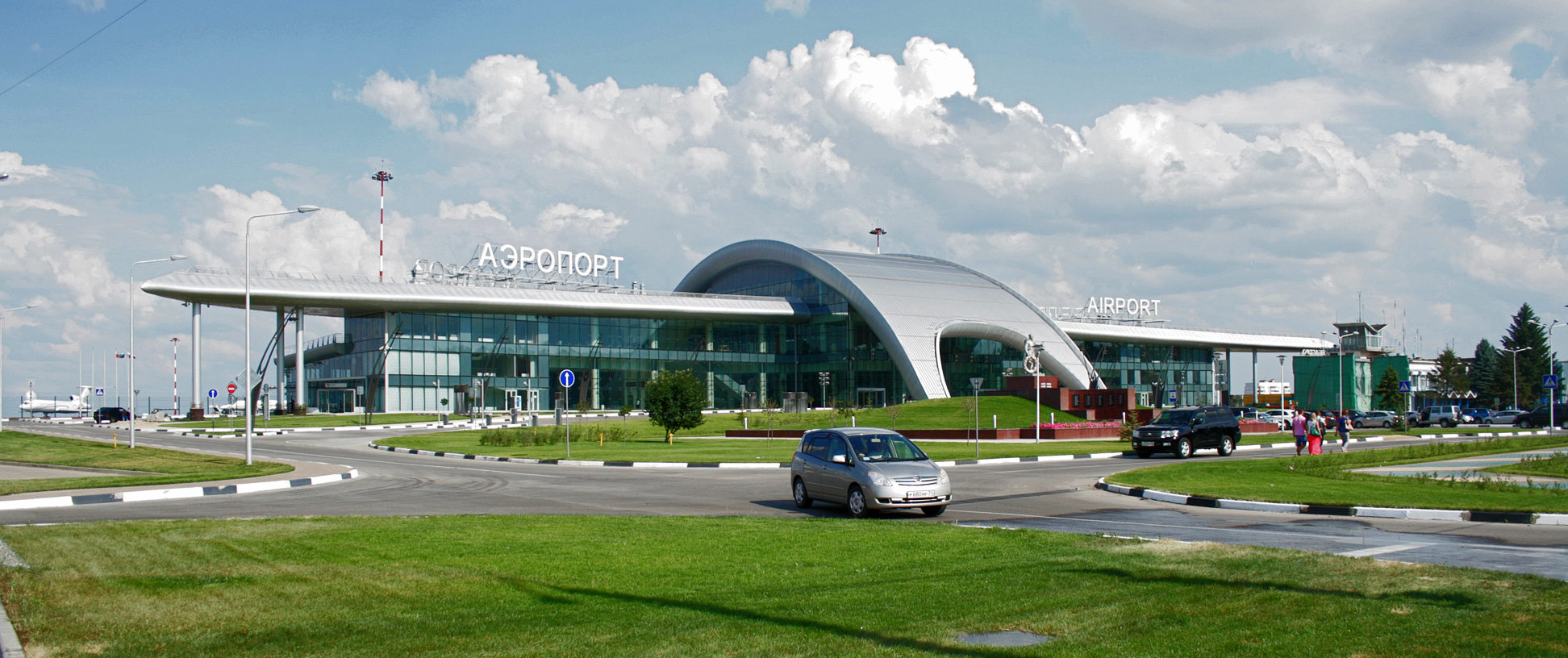
Аэропорт Белгород

Аэропорт Белгорода имеет статус международного. Расположен в Восточном округе Белгорода, в северной части города, на проспекте Богдана Хмельницкого. По итогам 2014 года пассажиропоток аэропорта составил 396932 человека.

## Транспортно-пересадочные узлы
В Белгороде сформировано несколько транспортно-пересадочных узлов: ТПУ «Старый город», ТПУ «Кутузова», ТПУ «Северный», ТПУ «Родина», ТПУ "Стадион-Энергомаш", ТПУ «Сити-Молл», ТПУ «Универмаг „Белгород“», ТПУ «Вокзальная - 1000 Мелочей».

## Выделенные полосы
В ходе транспортной реформы в Белгороде 20 сентября 2020 года были запущены выделенные полосы на первом участке улицы Щорса и проспекте Богдана Хмельницкого. С 25 октября 2020 года планировался запуск выделенных полос на втором участке улицы Щорса, улице Преображенской и на проспекте Славы. На конец 2022 года выделенные полосы функционируют только на улице Щорса, проспекте Богдана Хмельницкого и частично на проспекте Ватутина.